# Cascada en un paisaje rocoso
Cascada en un paisaje rocoso es una pintura de Jacob Ruysdael realizada entre 1660 y 1670. Aunque el paisaje es de Escandinavia, Ruysdael nunca había visitado este escenario. Desde mediados de la década de 1650 se embarcó en una serie de cuadros de cascadas, rodeadas de altos árboles, inspirada en la obra del artista Allart van Everdingen, que sí había recorrido Noruega y Suecia en 1644 y que ejerció una fuerte influencia en él.